# Chvalová
Chvalová este o comună slovacă, aflată în districtul Revúca din regiunea Banská Bystrica. Localitatea se află la altitudinea de 222 m deasupra n.m., se întinde pe o suprafață de 9,29 km2 și în 2017 număra 201 locuitori. Se învecinează cu Španie Pole, Hostišovce, Vyšné Valice, Skerešovo, Višňové, Revúca și Brusník.

## Istoric
Localitatea Chvalová este atestată documentar din 1343.

## Demografie
| An:                | 1994 | 2004   | 2014    | 2024   |
| ------------------ | ---- | ------ | ------- | ------ |
| Număr de persoane: | 157  | 165    | 207     | 194    |
| Diferență:         |      | +5,09% | +25,45% | −6,28% |

| An:                | 2023 | 2024   |
| ------------------ | ---- | ------ |
| Număr de persoane: | 193  | 194    |
| Diferență:         |      | +0,51% |